# Macrolycus confusus
Macrolycus confusus is een keversoort uit de familie netschildkevers (Lycidae). De wetenschappelijke naam van de soort werd in 1994 gepubliceerd door Takehiko Nakane.